# بادنغ (بانجانغ)
بادنغ (بانغانغ) (بالإنجليزية: Padang Panjang)‏ هي مدينة تقع في إندونيسيا في سومطرة الغربية. يقدر عدد سكانها بـ 49,451 نسمة ومساحتها 23.00 كم2 .

## معرض صور

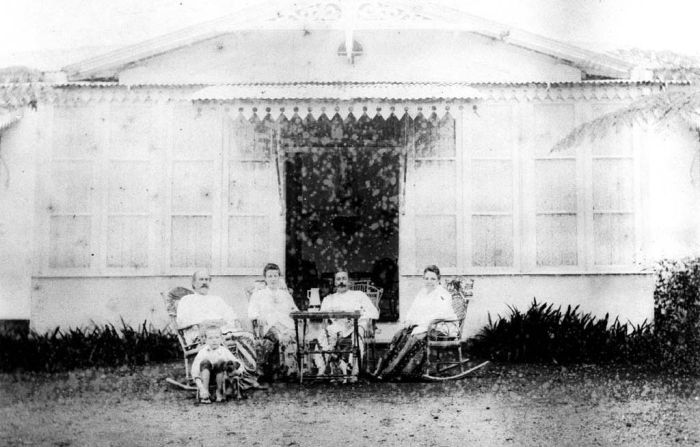
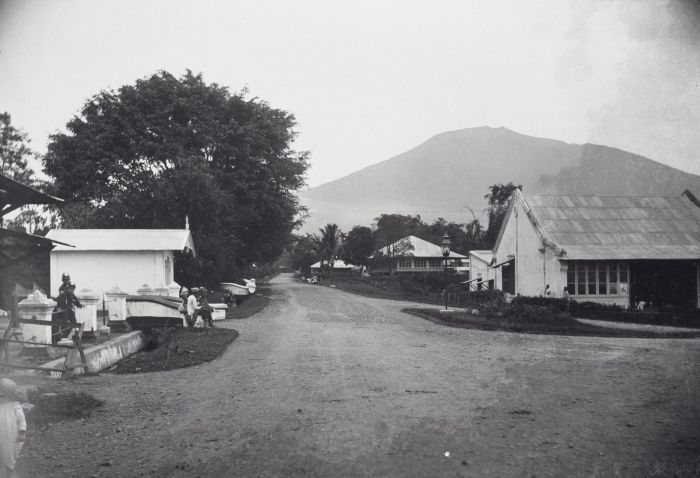
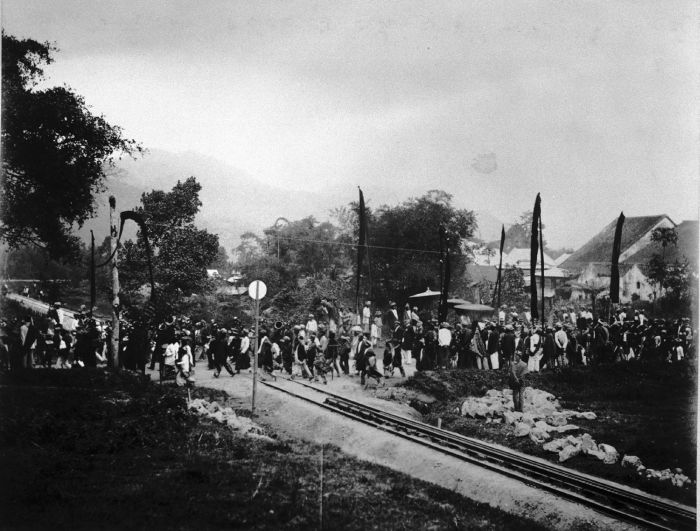
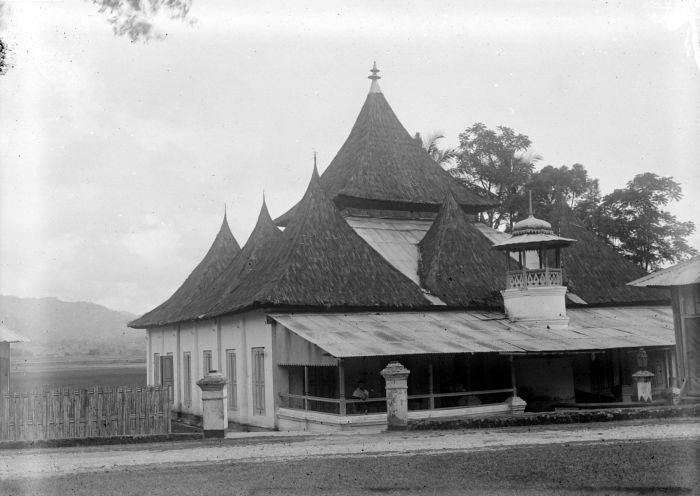
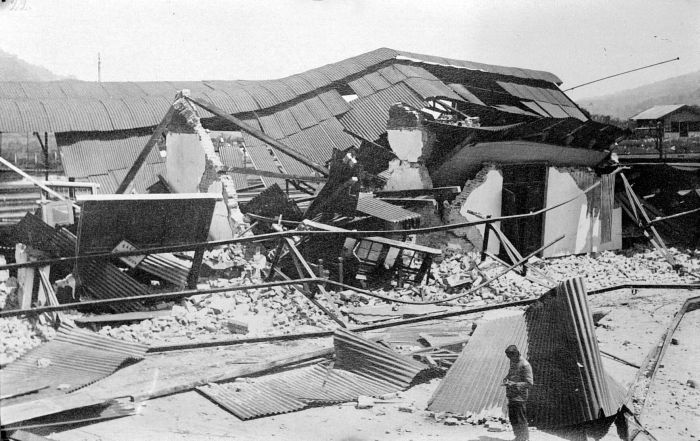
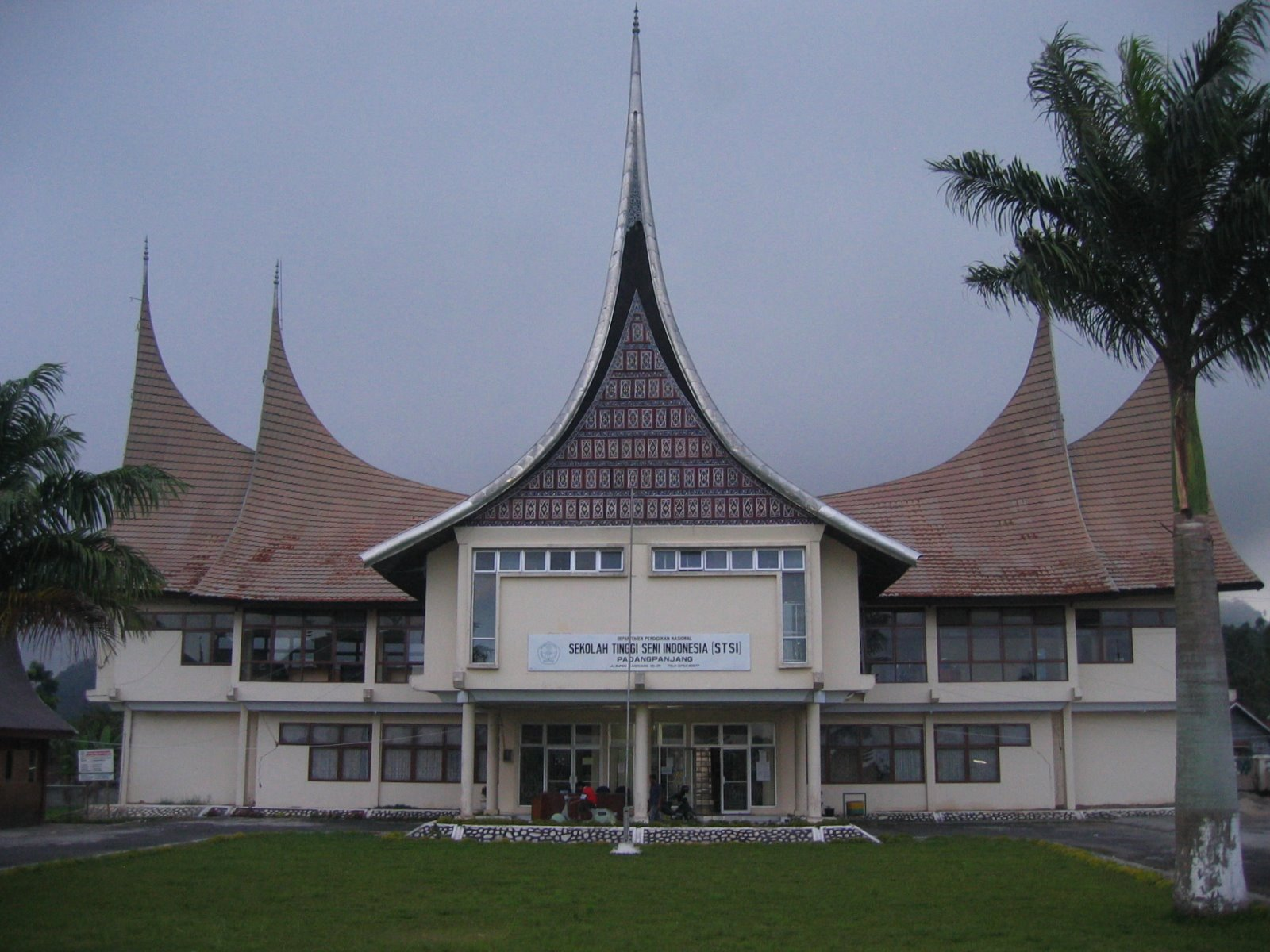